# أميد البوتاسيوم
أميد البوتاسيوم هو مركب كيميائي صيغته KNH2، ويوجد في الشروط القياسية على شكل صلب أبيض إلى رمادي اللون. يصنف المركب كيميائياً ضمن الأميدات اللاعضوية.

## التحضير
يحضر المركب من التفاعل المباشر بين فلز البوتاسيوم العنصري مع الأمونيا.
{\displaystyle \mathrm {2\ K+2\ NH_{3}{\xrightarrow {65-105^{o}C}}2\ KNH_{2}+\ H_{2}} }

## الخواص
يوجد المركب في تاشروط القياسية في الحالة الصلبة، وله لون أبيض إلى رمادي، وله خاصية استرطابية، وهو يتفكك عند التفاعل مع الماء.
يتبلور المركب وفق نظام بلوري أحادي الميل، وله الزمرة الفراغية P21/m.

## الاستخدامات
للمركب استخدامات في مجال أبحاث الكيمياء العضوية وذلك على سبيل المثال في تفاعلات الاستبدال المحب للنواة وكذلك تفاعلات البلمرة.